# Desmoclystia abbreviata
Desmoclystia abbreviata là một loài bướm đêm trong họ Geometridae.